# Erzbistum Ouagadougou

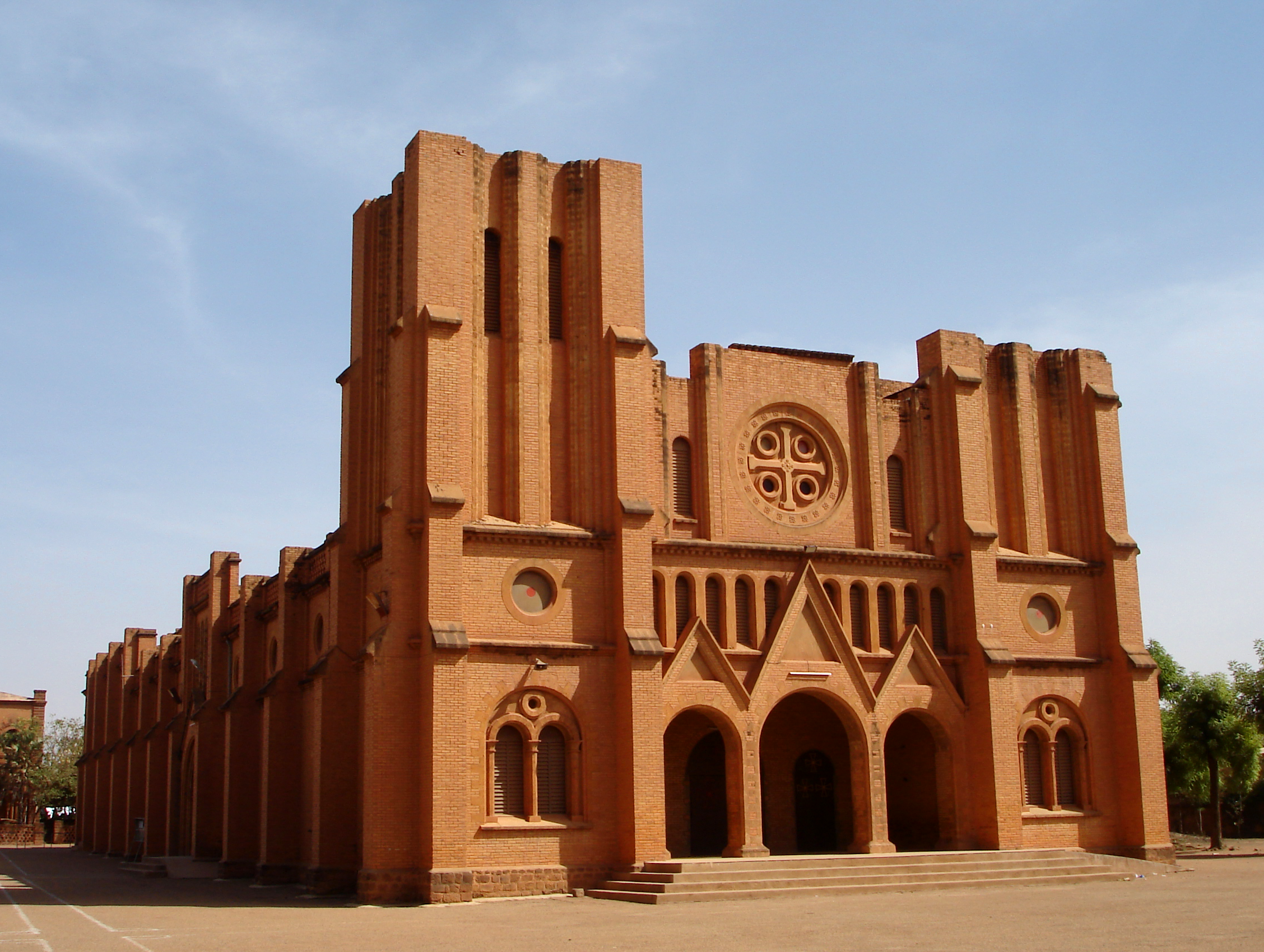
Kathedrale von Ouagadougou

Das Erzbistum Ouagadougou (lateinisch Archidioecesis Uagaduguensis, französisch Archidiocèse de Ouagadougou) ist ein Erzbistum in Burkina Faso (ehemals Obervolta) in Westafrika. Zur gleichnamigen Kirchenprovinz gehören die Suffraganbistümer Koudougou, Manga sowie Ouahigouya. Sitz des Erzbistums ist Ouagadougou, die Hauptstadt des Staates Burkina Faso.

## Geschichte
Papst Benedikt XV. teilte mit dem Breve Ex officio supremi am 2. Juli 1921 das Apostolische Vikariat Französisch-Sudan in die beiden Vikariate Bamako und Ouagadougou. Am 14. September 1955 wurde das Vikariat durch Papst Pius XII. zum Erzbistum Ouagadougou erhoben.
Zwischen 1926 und 1997 wurden mehrere Präfekturen ausgegliedert:
- 1926 Apostolische Präfektur Navrongo
- 1927 Apostolische Präfektur Bobo-Dioulasso
- 1942 Apostolische Präfektur Niamey
- 1942 Apostolische Präfektur Gao
- 1947 Apostolische Präfektur Ouahigouya
- 1956 Bistum Kaya
- 1997 Bistum Manga

## Apostolische Vikare
- Joanny Thévenoud MAfr (1921–1949)
- Emile-Joseph Socquet MAfr (1949–1955)

## Erzbischöfe
- Emile-Joseph Socquet MAfr (1955–1960)
- Paul Kardinal Zoungrana MAfr (1960–1995)
- Jean-Marie Untaani Compaoré (1995–2009)
- Philippe Kardinal Ouédraogo (2009–2023)
- Prosper Kontiebo MI (seit 2023)